# Gymnoscelis ochriplaga
Gymnoscelis ochriplaga là một loài bướm đêm trong họ Geometridae.